# 既約表現
数学のとくに群あるいは多元環の表現論における（代数的構造の）既約表現（きやくひょうげん、英: irreducible representation; irrep） とは、真の閉部分表現を持たない非零表現を言う。
複素内積ベクトル空間 V 上の任意の有限次元ユニタリ表現は、既約表現の直和である。既約表現は常に直既約である（すなわち、別の表現の直和にかくことができない）であり、この二つはしばしば混同されるが、例えば上半三角冪零行列として作用する実数の二次元表現など、一般には可約だが直既約な表現が無数に存在する。

## 歴史
群の表現論は1940年代頃からリチャード・ブラウアーにより一般化され、行列作用素が（実または複素数を成分とするベクトルではなく）任意標数の体 K 上作用するモジュラー表現論が与えられた。そうした理論における既約表現の類似構造物を単純加群と呼ぶ。

## 概観
ρ を体 F 上のベクトル空間 V における群 G の表現 ρ: G → GL(V) とする。V の基底をとれば、ρ を群から正則行列からなる適当な集合の上への写像（準同型）と見做すことができて、この文脈では行列表現と呼ばれるが、基底をとらずに空間 V を考えるほうが物事は非常に単純になる。
V の線型部分空間 W が G-不変であるとは、任意の g ∈ G および w ∈ W に対して gw ∈ W が成り立つことを言う。表現 ρ を G-不変部分空間 W へ制限したものは部分表現と呼ばれる。表現 ρ: G → GL(V) が既約であるとは、それが自明でない部分表現を持たないことをいう（任意の表現は自明な G-不変部分空間、つまり全体空間 V と{0} を部分表現として必ず含むことに注意）。 真の非自明な不変部分空間を持つ表現 ρ は、可約 (reducible) であると言う。

### 群表現の記法と語法
群の元は行列として表現することができる。この文脈で「表現する」というのは特定の明確な意味を持つことに注意すべきである。群の表現は、群の元全体の成す集合から行列の成す一般線型群への写像のことを言う。記法として、G の元はラテン小文字 a, b, c, … で表し、群の乗法は記号を省略して G の元 ab とは a と b との積のこととする。表現を D とするとき、群の元 a の表現行列は
{\displaystyle D(a)={\begin{pmatrix}D(a)_{11}&D(a)_{12}&\cdots &D(a)_{1n}\\D(a)_{21}&D(a)_{22}&\cdots &D(a)_{2n}\\\vdots &\vdots &\ddots &\vdots \\D(a)_{n1}&D(a)_{n2}&\cdots &D(a)_{nn}\\\end{pmatrix}}}
の形に書ける。群の表現の定義により、群の元の積の表現行列は
{\displaystyle D(ab)=D(a)D(b)}
として各元の表現行列の積に翻訳される。群の単位元 e（即ち ae = ea = a を満たす元）に対し、D(e) は単位行列あるいは同じことだが単位行列からなるブロック行列にならなければいけないことが、
{\displaystyle D(ea)=D(ae)=D(a)D(e)=D(e)D(a)=D(a)}
から分かる（群の他の元についても同様である）。

### 直可約および直既約表現
表現が直可約 (decomposable) であるとは、その表現の任意の行列を対角化する相似行列 P による相似変換
{\displaystyle D(a)\mapsto P^{-1}D(a)P}
によって表現の各行列が同じパターンの対角ブロックに写されることを言う（各ブロックが互いに独立な群の表現を与える）。表現行列 D(a) と P−1D(a)P は同値な表現であるという。表現行列が k 個の行列の直和
{\displaystyle D(a)={\begin{pmatrix}D^{(1)}(a)&0&\cdots &0\\0&D^{(2)}(a)&\cdots &0\\\vdots &\vdots &\ddots &\vdots \\0&0&\cdots &D^{(k)}(a)\\\end{pmatrix}}=D^{(1)}(a)\oplus D^{(2)}(a)\oplus \cdots \oplus D^{(k)}(a)}
に分解できるとき（つまり D(a) が直可約のとき）、各直和因子行列には D(n)(a) (n = 1, 2, …, k) のように普通は上付きの添字を括弧書きするが、括弧を付けないで書く文献もある。
D(a) の次元は、各ブロックの次元の総和
{\displaystyle \mathrm {dim} [D(a)]=\mathrm {dim} [D^{(1)}(a)]+\mathrm {dim} [D^{(2)}(a)]+\ldots +\mathrm {dim} [D^{(k)}(a)]}
に一致する。
表現行列がこのようなブロック対角行列にできないとき、その表現は直既約 (indecomposable) であると言う。

## リー群

### ローレンツ群
J を回転の生成系、K を励起の生成系としたとき、D(K) と D(J) の既約表現はローレンツ群のスピン表現を作ることに使うことができる。なぜならば、量子力学のスピン行列と関係しているからである。このことから相対論的波動方程式を導出することができる。

### 結合代数
- 単純加群
- 直既約加群
- 結合代数の表現

### リー群
- リー代数の表現論
- SU(2)の表現論（英語版）
- SL(2)の表現論（英語版）
- ガリレイ群の表現論（英語版）
- 微分同相群の表現論（英語版）
- ポアンカレ群の表現論（英語版）

### 図書
- H. Weyl (1950). The theory of groups and quantum mechanics. Courier Dover Publications. p. 203
- A. D. Boardman, D. E. O'Conner, P. A. Young (1973). Symmetry and its applications in science. McGraw Hill. ISBN 0-07-084011-3
- V. Heine (republished: 2007 original: 1960). Group theory in quantum mechanics: an introduction to its present usage. Dover. ISBN 0-07-084011-3
- V. Heine (1993). Group Theory in Quantum Mechanics: An Introduction to Its Present Usage. Courier Dover Publications. ISBN 048-6675-858
- E. Abers (2004). Quantum Mechanics. Addison Wesley. p. 425. ISBN 978-0-13-146100-0
- B. R. Martin, G.Shaw. Particle Physics (3rd ed.). Manchester Physics Series, John Wiley & Sons. pp. 3. ISBN 978-0-470-03294-7
- Weinberg, S (1995), The Quantum Theory of Fields, 1, Cambridge university press, pp. 230–231, ISBN 0-521-55001-7
- Weinberg, S (1996-8), The Quantum Theory of Fields, 2, Cambridge university press, ISBN 0-521-58555-4
- Weinberg, S (2000), The Quantum Theory of Fields, 3, Cambridge university press, ISBN 0-521-66000-9
- R. Penrose (2007). The Road to Reality. Vintage books. ISBN 0-679-77631-1
- P. W. Atkins (1970). Molecular Quantum Mechanics (Parts 1 and 2): An introduction to quantum chemistry. 1. Oxford University Press. pp. 125–126. ISBN 0-19-855129-0

### 論文
- Bargmann, V.; Wigner, E. P. (1948). “Group theoretical discussion of relativistic wave equations”. Proc. Natl. Acad. Sci. U.S.A. 34 (5):  211–23.
- E. Wigner (1937). “On Unitary Representations Of The Inhomogeneous Lorentz Group”. Annals of Mathematics 40 (1):  149.

### 関連文献
- Artin, Michael (1999年). “Noncommutative Rings”. 2013年12月11日閲覧。